# San Amaro (kommunhuvudort)
San Amaro är en kommunhuvudort i Spanien.   Den ligger i provinsen Provincia de Ourense och regionen Galicien, i den nordvästra delen av landet, 400 km nordväst om huvudstaden Madrid. San Amaro ligger 488 meter över havet och antalet invånare är 1 354.
Terrängen runt San Amaro är huvudsakligen lite kuperad. San Amaro ligger uppe på en höjd. Runt San Amaro är det ganska glesbefolkat, med 48 invånare per kvadratkilometer. Närmaste större samhälle är Ourense, 17,7 km öster om San Amaro. I omgivningarna runt San Amaro växer i huvudsak blandskog.